# 2931 Mayakovsky
2931 Mayakovsky este un asteroid din centura principală, descoperit pe 16 octombrie 1969 de Liudmila Cernîh.